# 小谷敏
小谷 敏（こたに さとし、1956年 - ）は、日本の社会学者。大妻女子大学人間関係学部教授及び同大学大学院人間関係学研究科教授。
鳥取県鳥取市生まれ。1975年鳥取県立鳥取西高等学校卒業、1979年早稲田大学政治経済学部政治学科卒業。1981年中央大学大学院文学研究科社会学専攻博士前期課程修了、1985年同博士後期課程単位取得満期退学。鹿児島経済大学（現・鹿児島国際大学）社会学部教授、大妻女子大学人間関係学部助教授及び同大学大学院人間関係学研究科助教授を歴任し、2004年4月より同大学教授となる。日本社会学会、西日本社会学会、日本社会学史学会、日本マス・コミュニケーション学会に所属。
近代的自我と丸山眞男の研究を通して、「世間」や「空気」に動かされる日本社会の問題点を考察し、日本型バッシングに関して積極的な問題提起を行っている。

## 著書

### 単著
- 『若者たちの変貌 - 世代をめぐる社会学的物語』（世界思想社、1998年）ISBN 978-4790707080
- 『子どもたちは変わったか』（世界思想社、2008年）ISBN 978-4790713142
- 『ジェラシーが支配する国 -- 日本型バッシングの研究』（高文研、2013年）ISBN 978-4874985120

### 共著
- （早川洋行・守弘仁志・岩佐淳一・大野哲夫・城戸秀之・新井克也）『情報化の中の<私>』（福村出版、1996年）
- (前原寛・古賀靖之・寺園康一・茂山忠茂・堀口博美)『現場報告・子どもがおかしい―子どもが壊れる理由を探る』(南方新社、1998年)
- 『世代論・再考』(パルテノン多摩、2002年)
- (林茂樹)『情報化と社会心理』(中央大学出版会、2002年)

### 共編著
- 『若者論を読む』（世界思想社、1993年）
- （飯田哲也・浜岡政好・林彌富）『子供論を読む』（世界思想社、2003年)
- (土井隆義・芳賀学・浅野智彦)『「若者の現在」労働』（日本図書センター、2003年）
- (川畑博臣)『若者は日本を変えるか―世代間断絶の社会学』(世界思想社、2010年)
- (土井隆義・芳賀学・浅野智彦)『「若者の現在」政治』(日本図書センター, 2011年)
- (土井隆義・芳賀学・浅野智彦)『「若者の現在」文化』(日本図書センター, 2012年)

## 論文・記事
- 「学生反乱とは,何だったのか? : 「1968年」の世界史的意義(故藤田宣隆教授追悼号)」 鹿児島経済大学『季刊社会学部論集』第15巻、1996年, NAID 110004646052
- 「若者文化のハルマゲドン : あるいは,「新人類」たちの運命について」 鹿児島経済大学『季刊社会学部論集』第16巻、1997年, NAID 110004646070
- 小谷敏「家族・私有財産・および見栄の起源--『有閑階級の理論』の研究」『人間関係学研究』第2号、大妻女子大学、2001年3月、253-274頁、ISSN 1345496X、NAID 110000087789。
- 「“若者”はどこに行った？」（Special Insight Updater, 2010年11月12日）
- 「若者は再び政治化するか」（大妻女子大学）